# Faramea longistipula
Faramea longistipula är en måreväxtart som beskrevs av Charlotte M. Taylor. Faramea longistipula ingår i släktet Faramea och familjen måreväxter.
Artens utbredningsområde är Colombia. Inga underarter finns listade i Catalogue of Life.